# Moranopteris rupicola
Moranopteris rupicola är en stensöteväxtart som beskrevs av R.Y.Hirai och J.Prado. Moranopteris rupicola ingår i släktet Moranopteris och familjen Polypodiaceae. Inga underarter finns listade.